# Inguschetien
Koordinaten: 43° 6′ N, 45° 3′ O
Das im Nordkaukasus gelegene Inguschetien (auch: Inguschien; russisch Ингушетия/Transkription Inguschetija, inguschisch ГӀалгӀай Мохк/Ghalghai Mochk) ist eine autonome Republik in Russland. Amtssprachen sind Inguschisch und Russisch.

## Geographie
Inguschetien ist die kleinste autonome Republik der Russischen Föderation. Sie liegt im Süden Russlands, an den nördlichen Hängen des Großen Kaukasus zwischen Nordossetien-Alanien im Westen und Tschetschenien im Osten. Im Süden wird die Republik durch den Hauptkamm des Kaukasus von der georgische Region Mzcheta-Mtianeti getrennt. Eine direkte Straßenverbindung nach Georgien gibt es nicht.
Im Norden des Landes ist die Landschaft steppenartig. Die Mitte ist geprägt von dem Fluss Sunscha. Die Sunscha durchfließt die Republik von West nach Ost. An ihren Ufern ist die Bevölkerungsdichte am größten. Der Süden Inguschetiens ist gebirgig mit steilen Bergen und tiefen Schluchten. Hier bildet der Fluss Fortanga die Grenze zu Tschetschenien. Der einzige Zugang in den Süden ist eine Straße entlang der Assa, die Inguschetien auf 91 km durchfließt, erst in nördlicher Richtung, auf den letzten zehn Kilometern nach Osten abknickend.
Der höchste Punkt des Landes ist der Berg Shan mit 4451 m auf der Grenze zu Georgien im Südwesten Inguschetiens. Er kann von Bergsteigern durch die Schlucht des Flusses Shandon erreicht werden. Der Shandon ist der Hauptzufluss des Armchi, der ebenfalls im Kaukasus entspringt. Der Armchi hat ein Einzugsgebiet von 298 km², fließt in nordwestlicher Richtung und mündet nach 28 km an der Grenze zu Nordossetien-Alanien in den Terek, der die Republik im Westen und Norden umfließt und in den alle Flüsse Inguschetiens münden.
Der tiefste Punkt liegt an der nördlichen Grenze zu Nordossetien-Alanien auf 200 m Höhe.
Die größte Ausdehnung Inguschetiens beträgt 144 km von Norden nach Süden und 72 km von Westen nach Osten.
Landwirtschaftliche Flächen nehmen 60 % der Republik ein, von denen fast die Hälfte Ackerland ist. Die Schwarzerde und das Klima bieten im nördlichen Teil gute Bedingungen für die Landwirtschaft. Der gebirgige Süden ist bewaldet.

## Bevölkerung
2024 lebten laut der Volkszählung 527.220 Einwohner in Inguschetien. Mittlerweile gehören fast alle Bewohner zum Volk der Inguschen. Die früher starke Minderheit der Tschetschenen und viele Angehörige der russischen Minderheit haben das Gebiet in den Jahrzehnten ab etwa 1990 verlassen. Die inguschische Sprache gehört zu den kaukasischen Sprachen und ähnelt dem Tschetschenischen. Faktisch alle Inguschen gehören – ebenso wie die tschetschenische Minderheit – dem Islam an, aber auch die Russisch-Orthodoxe Kirche ist vertreten, vorwiegend unter den wenigen verbliebenen Russen.
Die Zahl der Russen, zum Großteil Terekkosaken, genauer Sunschakosaken, war bis in die 1990er-Jahre deutlich höher. In Malgobek bildeten sie bis in die 1960er-Jahre, im Sunschenski rajon bis in die 1970er-Jahre die Mehrheit der Bevölkerung. Aufgrund Abwanderung und einer niedrigeren Geburtenrate nahm ihr Anteil jedoch kontinuierlich ab und fiel etwa im Sunschenski rajon von 91,7 % im Jahr 1926 bis 1989 auf 31,6 % und nur noch 2 % im Jahr 2002. Speziell nach dem Zerfall der Sowjetunion und der Zunahme ethnischer Spannungen kam es erneut zu einem Exodus der Russen aus Inguschetien, sodass ihr Bevölkerungsanteil in der gesamten Republik auf heute unter 1 % gefallen ist.
Während der Tschetschenienkriege flohen zehntausende Tschetschenen in das benachbarte und sicherere Inguschetien. Nachdem sich die Lage in Tschetschenien beruhigte, kehrte der Großteil der Flüchtlinge zurück.
| Volksgruppe | VZ 1926 1 | VZ 1926 1 | VZ 1939 1 | VZ 1939 1 | VZ 1959 1 | VZ 1959 1 | VZ 1970 1 | VZ 1970 1 | VZ 1979 1 | VZ 1979 1 | VZ 1989 1 | VZ 1989 1 | VZ 2002 | VZ 2002 | VZ 2010 2 | VZ 2010 2 |
| Volksgruppe | Anzahl    | %         | Anzahl    | %         | Anzahl    | %         | Anzahl    | %         | Anzahl    | %         | Anzahl    | %         | Anzahl  | %       | Anzahl    | %         |
| --- | --------- | --------- | --------- | --------- | --------- | --------- | --------- | --------- | --------- | --------- | --------- | --------- | ------- | ------- | --------- | --------- |
| Inguschen | 47.280    | 61,6 %    | 79.462    | 58,0 %    | 44.634    | 40,6 %    | 99.060    | 66,0 %    | 113.889   | 74,2 %    | 138.626   | 74,5 %    | 361.057 | 77,3 %  | 385.537   | 93,5 %    |
| Tschetschenen | 2.553     | 3,3 %     | 7.746     | 5,7 %     | 5.643     | 5,1 %     | 8.724     | 5,8 %     | 9.182     | 6,0 %     | 19.195    | 10,3 %    | 95.403  | 20,4 %  | 18.765    | 4,5 %     |
| Russen | 24.185    | 31,5 %    | 43.389    | 31,7 %    | 51.549    | 46,9 %    | 37.258    | 24,8 %    | 26.965    | 17,6 %    | 24.641    | 13,2 %    | 5.559   | 1,2 %   | 3.215     | 0,8 %     |
| Ukrainer | 1.501     | 2,0 %     | 1.921     | 1,4 %     | 1.763     | 1,6 %     | 1.068     | 0,7 %     | 687       | 0,4 %     | 753       | 0,4 %     | 189     | 0,1 %   | 91        | 0,02 %    |
| Andere | 1.215     | 1,6 %     | 4.549     | 3,3 %     | 6.438     | 5,9 %     | 3.978     | 2,7 %     | 2.852     | 1,9 %     | 2.781     | 1,5 %     | 5.086   | 1,1 %   | 4.921     | 1,2 %     |
| Einwohner | 76.734    | 100 %     | 137.067   | 100 %     | 110.027   | 100 %     | 150.088   | 100 %     | 153.575   | 100 %     | 185.996   | 100 %     | 467.294 | 100 %   | 412.529   | 100 %     |
| 1 Heute zu Inguschetien gehörende Rajons der Tschetscheno-Inguschischen ASSR 2 2.897 Personen konnten keiner Volksgruppe zugeteilt werden. Diese Leute verteilen sich vermutlich anteilmässig gleich wie die ethnisch zugeschiedenen Einwohner. |           |           |           |           |           |           |           |           |           |           |           |           |         |         |           |           |

## Verwaltungsgliederung
Die Republik Inguschetien gliedert sich in fünf Stadtkreise und vier Rajons. In den Rajons gibt es insgesamt 36 Landgemeinden (selskoje posselenije) und eine Stadtgemeinde (gorodskoje posselenije) mit zusammen 117 Ortschaften (Stand 2015). Dabei umfassen die Gemeinden in den Rajons Malgobekski, Nasranowski und Sunschenski mit einer Ausnahme nur jeweils die namensgebende Ortschaft, während die fünf Gemeinden des mit Abstand bevölkerungsärmsten Rajons Dscheirachski 85 Ortschaften vereinen: Dort gibt es eine Vielzahl sehr kleiner Orte mit dem Status eines Dorfes (selo), aber zumeist jeweils unter 10 Einwohnern.
2016 wurde im Zusammenhang mit der Verleihung der Stadtrechte an Sunscha ein weiterer Stadtkreis (Sunscha) ausgewiesen und aus dem Sunschenski rajon ausgegliedert, wobei die Stadt aber Verwaltungszentrum des Rajons blieb.

### Stadtkreise
| [ A 1 ] | Stadtkreis | Einwohner | Fläche (km²) | Bevölkerungs- dichte (Ew./km²) |
| ------- | ---------- | --------- | ------------ | ------------------------------ |
| I       | Karabulak  | 43.549    | 84           | 521                            |
| II      | Magas      | 13.601    | 13           | 1.077                          |
| III     | Malgobek   | 39.096    | 101          | 388                            |
| IV      | Nasran     | 124.169   | 138          | 900                            |
| V       | Sunscha    | 66.807    | 236          | 284                            |

### Rajons
| [ A 1 ] | Rajon         | Einwohner | Fläche (km²) | Bevölkerungs- dichte (Ew./km²) | Verwaltungssitz | Anzahl Stadt- gemeinden | Anzahl Land- gemeinden |
| ------- | ------------- | --------- | ------------ | ------------------------------ | --------------- | ----------------------- | ---------------------- |
| 1       | Dscheirachski | 3.353     | 627          | 5                              | Dscheirach      | –                       | 5                      |
| 2       | Malgobekski   | 59.288    | 512          | 116                            | Malgobek        | –                       | 12                     |
| 3       | Nasranowski   | 104.621   | 430          | 243                            | Nasran          | –                       | 9                      |
| 4       | Sunschenski   | 61.080    | 1613         | 38                             | Sunscha         | –                       | 10                     |

Anmerkungen:
1. 1 2  Nummer des Rajons/Stadtkreises (in alphabetischer Reihenfolge der Namen im Russischen)
2. 1 2 3  Stadt gehört nicht zum Rajon, sondern bildet eigenständigen Stadtkreis; Einwohnerzahl der Stadt nicht bei der Berechnung der Bevölkerungsdichte berücksichtigt

## Städte
Der größte Ort der Republik ist ihre ehemalige Hauptstadt Nasran. Weitere große Orte sind Sunscha, Malgobek, Karabulak, Ekaschewo und Troizkaja. Offizielle Hauptstadt ist seit Dezember 2002 die neuerrichtete Stadt Magas. Insgesamt gibt es fünf Städte, die alle gleichnamige Stadtkreise bilden. Sunscha besitzt die Stadtrechte seit 2016; lange Staniza unter dem Namen Ordschonikidsewskaja, hatte es erst 2015 den Status einer Siedlung städtischen Typs erhalten.
| Name      | Russisch  | Inguschisch  | Einwohner (1. Oktober 2021) | Wappen | Lage                 |
| --------- | --------- | ------------ | --------------------------- | ------ | -------------------- |
| Karabulak | Карабулак | Карабулак    | 30.961                      |        | 43° 18′ N, 44° 54′ O |
| Magas     | Магас     | Магас        | 2.502                       |        | 43° 10′ N, 44° 49′ O |
| Malgobek  | Малгобек  | МагӀалбике   | 31.018                      |        | 43° 31′ N, 44° 35′ O |
| Nasran    | Назрань   | Наьсара      | 93.335                      |        | 43° 13′ N, 44° 46′ O |
| Sunscha   | Сунжа     | Сипсой-ГӀала | 61.598                      |        | 43° 19′ N, 45° 2′ O  |

## Geschichte

### Sprachliche Herkunft und frühe Geschichte der Region
Die Inguschische Sprache gehört zur Sprachfamilie der Nordostkaukasischen (nacho-dagestanischen) Sprachen innerhalb des Sprachkomplexes der Kaukasischen Sprachen. Aufgrund von Ähnlichkeiten im Wortschatz und der Grammatik befürworten einige Linguisten eine Verwandtschaft dieser nacho-dagestanischen Sprachen mit den sehr alten Sprachen Hurritisch und Urartäisch, die in den ersten beiden vorchristlichen Jahrtausenden im östlichen Anatolien gesprochen wurden. Diese Hypothese wurde durch die Untersuchung der Alwanischen Sprache, einer historischen Sprache aus dem heutigen Aserbaidschan, noch gestärkt, die sich als zeitliches und räumliches Verbindungsglied erwies. Aufgrund dieser zunehmend akzeptierten Verwandtschaft gab es in der älteren Kaukasiologie die Hypothese, die Anwesenheit der Nacho-dagestanischen Sprachen im zentralen und östlichen Nordkaukasien sei auf die Einwanderung von Hurritern und Urartäern in den Kaukasus im 1. Jahrtausend v. Chr. zurückzuführen, was Nationalbewegungen der betreffenden Völker begeistert übernahmen, die sich als Nachkommen von Hurritern und Urartäern sehen. Diese Hypothese wird aber heute von der Mehrheit der Forscher abgelehnt, weil archäologische Untersuchungen in der Region seit den 1960er Jahren ergaben, dass sich diese Einwanderung nicht nachweisen lässt. Die Mehrheit der Forscher befürwortet, dass in der Region schon vor über 3500 Jahren Sprachformen gesprochen wurden, die dem Urartäischen und Hurritischen wahrscheinlich verwandt waren. Auf dem Gebiet Inguschetiens war im ersten vorchristlichen Jahrtausend die sogenannte Koban-Kultur verbreitet, für die sich nach bisherigem Forschungsstand keine Einwanderung aus dem Süden belegen lässt. Eine Minderheit der Forscher hält noch in jüngerer Zeit wenigstens eine teilweise, nicht vollständige, Zuwanderung aus dem nördlichen Urartu für denkbar. Diese Hypothese beruht nur auf einigen Indizien (ähnlichen Namen und einigen Legenden in griechischen und georgischen Quellen) und ist nicht bewiesen.
Innerhalb der nacho-dagestanischen Sprachfamilie gehört die Inguschische Sprache zum „nachischen“ Zweig, der sich durch eine geringere Vielfalt an Konsonanten und Nominal-Kasus („Fälle“) unterscheidet, als die übrigen Sprachen dieser Sprachfamilie. Der Name „nachisch“ entstand aus der alten Selbstbezeichnung nachtschij(n) oder nochtschij(n), die bis heute die Selbstbezeichnung der Tschetschenen ist. Diese nachischen Sprachen bestehen aus zwei Untergruppen: einerseits der batsischen Sprache, die heute nur noch von wenigen tausend Menschen im nordöstlichen Georgien gesprochen wird, andererseits aus der „wainachischen“ (auch „wejnachischen“ oder „weinachischen“) Untergruppe zu der Inguschisch und Tschetschenisch gehören, die einander sehr ähnlich sind. Die Sprecher beider Sprachen können sich miteinander problemlos unterhalten. Dass sich die Tschetschenen und Inguschen heute als Angehörige verschiedener Völker identifizieren, geht auf die unterschiedliche historische Entwicklung seit etwa dem 17./18. Jahrhundert zurück, nicht auf verschiedene Sprachen. Der Begriff „wainachisch“ in der Sprachwissenschaft leitet sich aus dem tschetschenischen und inguschischen Begriff vei-nachtschij(n) ab und meint die Tschetschenen und Inguschen. In der Geschichtswissenschaft bezeichnet man als „Wainachen“ die Tschetschenen und Inguschen, bevor sie sich auseinander entwickelten. Nach Hypothesen könnte Nachisch um 500 n. Chr. im Kaukasus weiter verbreitet sein, so könnten die in den Quellen erwähnten Stämme der Dwal (südliches Nordossetien-Alanien) und der nahestehenden Malchi (östlich des Elbrus) und einige nordost- und ostgeorgischen Regionen (z. B. Tuschetien, Heretien) erst danach die ossetische oder georgische Sprache übernommen haben. Auch für diese Hypothesen gibt es nur Indizien und keine wissenschaftlich ausreichenden Beweise.

### Die Wainachen in „Dsurdsukien“ im Mittelalter

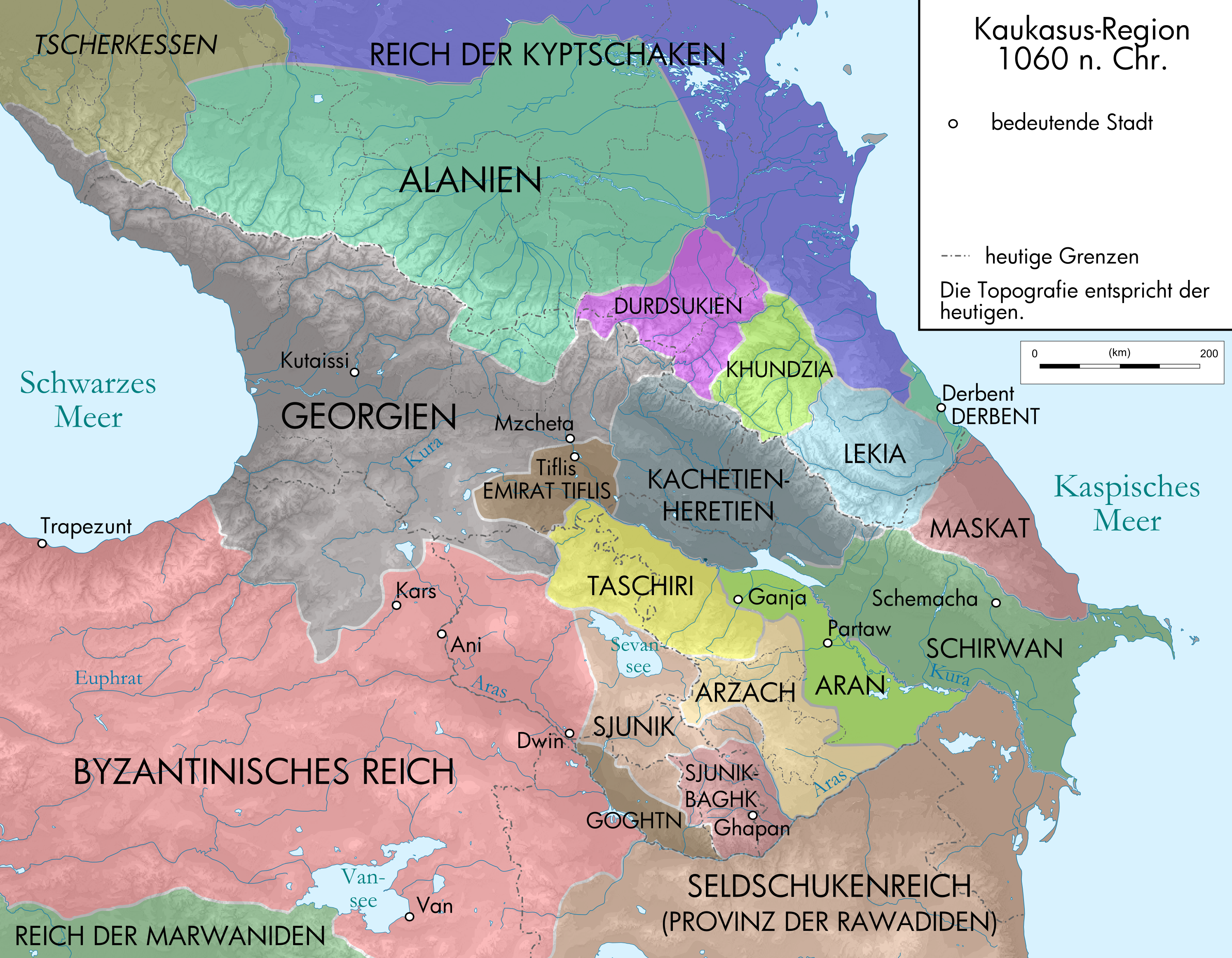
Ungefähre Grenzen Dsurdsukiens (violett) 1060 in Kaukasien

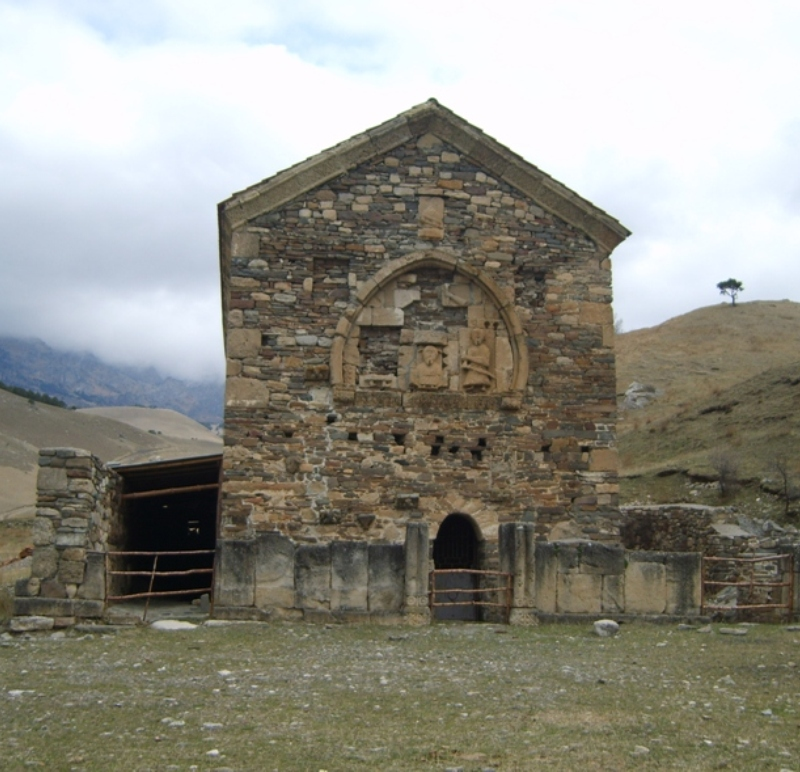
Die Tchaba-Jerdy-Kirche im Süden Inguschetiens ist eine der alten erhaltenen Wainachen-Kirchen; sie wurde im 8./9. Jahrhundert errichtet und bis zum 16. Jahrhundert mehrfach umgebaut.

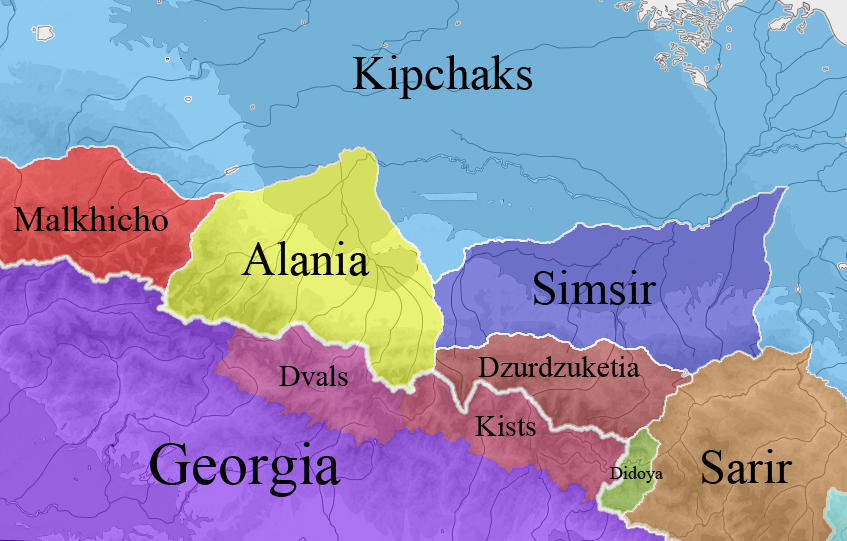
Das Fürstentum Simsir, übriges Dsurdsukien, die georgisch beherrschten Dwal und Kist und Alanien mit den zugehörigen Malchi um 1124

Auf das erste nachchristliche Jahrtausend werden die ersten schriftlichen Erwähnungen der Wainachen (nach der inguschischen Aussprache auch: „Wejnachen“ oder „Weinachen“) datiert, die damals im Bergland des südlichen Inguschetiens und Tschetscheniens und benachbarter georgischer Gebirgsregionen lebten. Im 8.–12. Jahrhundert begann sich vom Königreich Georgien aus das Christentum unter den Wainachen auszuweiten. Diese Christianisierung blieb aber oberflächlich. Bis in die jüngste Zeit sind auch Kulte für vorchristliche Götter und Naturerscheinungen, wie bei vielen nordkaukasischen Völkern beobachtet worden. In georgischen Quellen des Mittelalters wurde das Bergland der Wainachen meist als dzurdzuketi oder durdzuketi genannt, was auf den Namen einer der Wainachen-Stämme zurückgeht. In flacheren Gebieten des mittleren Nordkaukasiens entstand im 4.–6. Jahrhundert n. Chr. das Reich der kaukasischen Alanen, der heutigen Osseten, mit dem „Dsurdsukien“ (auch „Durdsukien“ genannt) Beziehungen unterhielt. Dieses Reich zerbrach im 12. und 13. Jahrhundert: Es wurde 1220 in einem Feldzug der mongolischen Generäle Jebe und Subutai durchstreift und etwa 20 Jahre später, in einem Feldzug zweier Nachkommen von Dschingis Khan, Dschötschi und Batu Khan, endgültig zerstört. Die meisten Alanen flüchteten in Gebirgsregionen oder schlossen sich den mongolischen Eroberern an. Daraufhin siedelten sich Wainachen in den teilweise verlassenen flacheren Gebieten Nord-Tschetscheniens und Nord-Inguschetiens an. Nach vielen Quellenberichten hatten die Wainachen damals (seit etwa dem 6. Jahrhundert) eine feudale Gesellschaftsordnung mit dem Stand der Fürsten an der Spitze, gefolgt von einem nachrangigeren Adel. Das wichtigste überlieferte Fürstentum war das Fürstentum Simsim oder Simsir (12.–14. Jahrhundert) in der Umgebung von Gudermes und südlich davon.

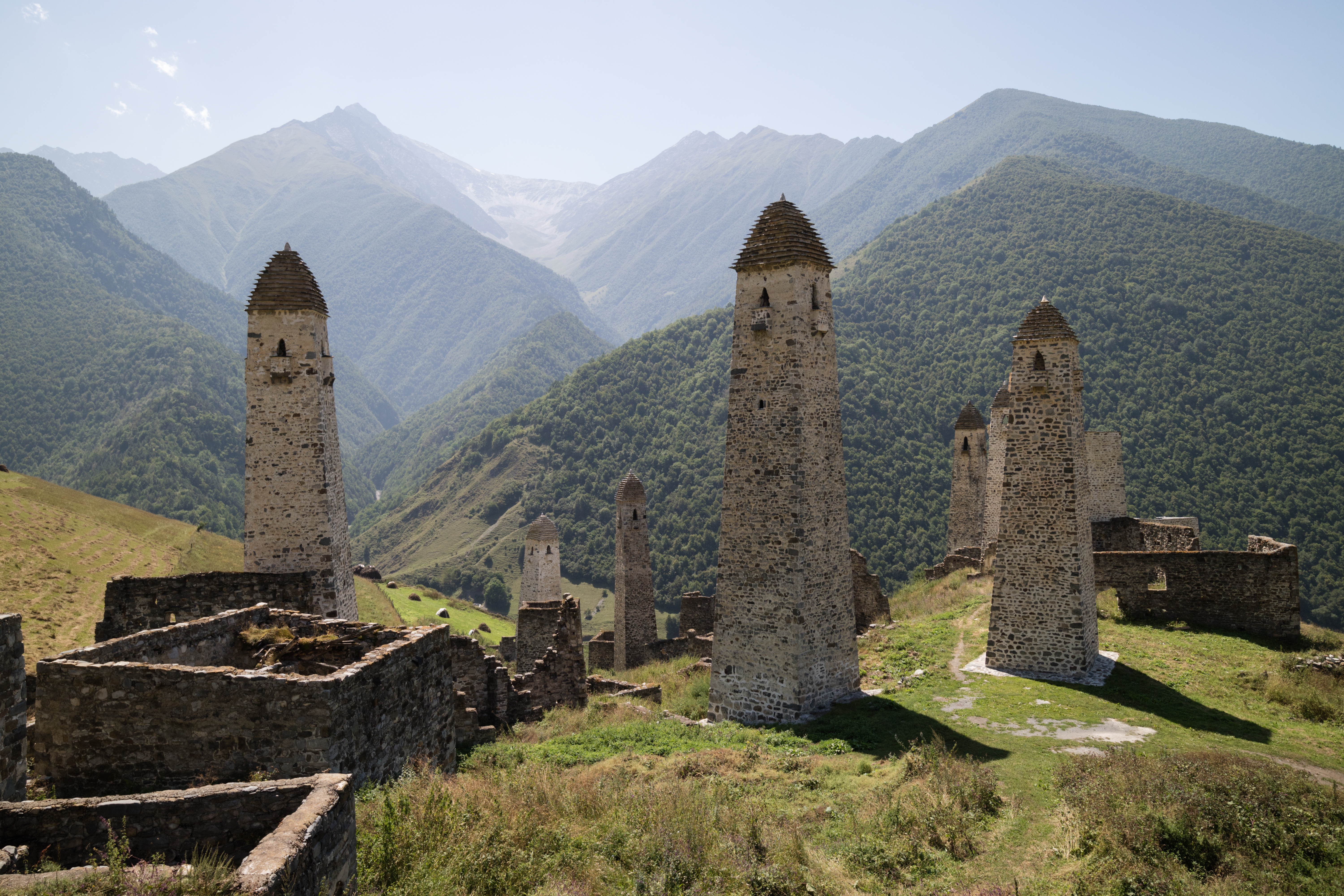
Wehrtürme auf den Ruinen einer Siedlung in Süd-Inguschetien (Wainach-Türme)

Die sich formierende Gesellschaftsordnung wurde jedoch im 14. Jahrhundert durch einen Feldzug Timurs in den Nordkaukasus zerstört, wobei viele wainachische Siedlungen des ebeneren Nordens zerstört und die Bewohner getötet oder versklavt wurden. Die Überlebenden flüchteten zurück ins südliche Bergland. In dieser Zeit scheint auch die wainachische Feudalgesellschaft zusammengebrochen zu sein, später bildeten die Wainachen eine reine kriegerische Stammesgesellschaft aus über 10 Stämmen (tschetschenisch und inguschisch: tukkhum) und über 100 Klans (taip/teip=traditionelle Familienverbände/Clans, von arabisch طائفة, DMG ṭāʾifa ‚Schar, Gruppe‘) ohne Fürsten oder Adel. Mit dieser Sozialstruktur waren die Wainachen unter den größeren nordkaukasischen Völkern an den Hängen des Kaukasus eine Ausnahme, viele andere hatten bis ins 19. Jahrhundert einen Adel und teilweise auch Herrscher. Reine Stammes- und Klangesellschaften existierten im Kaukasus sonst eher im dünn besiedelten Hochgebirge. Stammesgesellschaften sind wehrhafter, als Feudalgesellschaften, in denen der Krieg nur von Adeligen geführt oder wenigstens angeführt wird. Die seit der Zeit der beiden Mongolenstürme errichteten kaukasischen Wehrtürme, in Inguschetien seit etwa dem 14. Jahrhundert, bezeugen den zunehmend wehrhaften Lebensstil der Bewohner des Kaukasus in der Vergangenheit. Der Wehrturm wurde als Nationalsymbol auch in das Wappen Inguschetiens übernommen.

### Die Expansion der Wainachen
Seit dem 15./16. Jahrhundert besiedelten die Wainachen erneut die nördlicheren Ebenen und assimilierten dabei auch Vorbewohner. Es gibt tschetschenische und inguschische Taips, die sich auf eine ossetische, bergjüdische, später sogar russische u. a. Herkunft berufen. Bis zum 18. Jahrhundert erreichte ihr Siedlungsgebiet etwa die Grenzen des heutigen Inguschetiens und Tschetscheniens und nach Nordosten und Westen teilweise darüber hinaus, bis etwa Chassawjurt.
Im 17./18. Jahrhundert kamen die Wainachen im heutigen Inguschetien und am Oberlauf des Terek unter die Herrschaft der tscherkessischen Kabardiner, während die anderen Wainachen unabhängig blieben. Damit begann die getrennte Entwicklung der Inguschen und Tschetschenen.
Ab dem 16. Jahrhundert verbreitete sich der Islam allmählich aus dem heutigen Dagestan (von den Kumyken) zu den Wainachen. Ende des 18. Jahrhunderts war die Konversion der Tschetschenen abgeschlossen. Viele Inguschen waren noch bis Mitte des 19. Jahrhunderts nicht muslimisch. Bis Anfang des 20. Jahrhunderts sind animistische Feste bei den Inguschen überliefert, die häufig in Nähe der ehemaligen Kirchen stattfanden.

### Die Inguschen in Russland
Das Siedlungsgebiet der Inguschen wurde Ende des 18. bis Anfang des 19. Jahrhunderts im Westen und Norden vom Terek begrenzt. Am Oberlauf des Terek mischten sich ossetische und inguschische Dörfer. Im Osten lag die Siedlungsgrenze östlich des Oberlaufs der Assa, während der Unterlauf von „Karabulaken“ besiedelt war, deren Zuordnung zu der Zeit nicht geklärt ist.
Die nahe der 1784 gegründeten Festung Wladikawkas gelegenen inguschischen Siedlungen kamen besonders früh mit der russischen Macht in Kontakt. Davon zeugen auch die zwischen Russland und diesen Inguschen geschlossenen Verträge. Im März 1770 schloss der Klan der „Inguschi“ einen Vertrag im namensgebenden Dorf Anguscht im Tarsker Tal im heutigen Nordossetien mit dem Russischen Reich, den einige Historiker als Beginn der russischen Herrschaft über die Inguschen sehen. Gesichert ist jedenfalls, dass im letzten Drittel des 18. Jahrhunderts die Inguschen entlang des Oberlaufs des Tereks und im nahegelegenen Tarsker Tal unter russischen Einfluss gerieten. Aus dem Namen des Inguschen-Klans bildete sich im Russischen und anderen Sprachen der Name der Inguschen. Die Inguschen selbst bezeichneten sich seit dem 19. Jahrhundert zunehmend als „Ghalghai“, ursprünglich der Name einer der Inguschen-Klans.
Mit dem Vertrag von 1810 zwischen sechs dominierenden Klans der Nasraner Inguschen und dem Russischen Reich, nach einem Konflikt mit Tschetschenen, gelangten auch die Inguschen in der Ebene im Norden dauerhaft unter russische Kontrolle. Der Vertrag war im Grunde eine Bündnisverpflichtung, in der die Inguschen erklären mussten, dass sie gegen alle Feinde Russlands, insbesondere (aufständische) Muslime, vorgehen würden und Russland dabei mit 1000 Mann sowie einigen Hilfsdiensten unterstützen müssten. Darüber hinaus regelt der Vertrag den Bau der Festung Nasran, die dem Schutz, aber wohl auch der Aufsicht der Inguschen dienen sollte. Den Bau mussten die Inguschen vertragsgemäß unterstützen. 1816 erhielten die Inguschen im Rahmen der Verlegung der Kaukasuslinie an die Sunscha und der Intensivierung russischer Bemühungen unter General Alexei Jermolow, den Nordostkaukasus unter russische Kontrolle zu bringen, einen „Pristav“ (russ. „Vorsteher, Obmann“), der die Inguschen beaufsichtigen und die Zusammenarbeit mit der russischen Armee sicherstellen sollte.
Eine Eindämmung islamischer Lehren und eine Bekehrung zur Russisch-Orthodoxen Kirche gelang der russischen Militärführung nicht, im Gegensatz zu den Erfolgen bei der Mehrheit der Osseten. In den 1830er Jahren kam es zu einer intensivierten Islamisierung der Inguschen.
Im Kaukasuskrieg (1817–1864) kämpften nur wenige Inguschen unter Imam Schamil mit Tschetschenen und Dagestanern gegen Russland. Dieser Abwehrkampf wurde von den Nakschibendi geführt, einer Sufiströmung innerhalb des Islam, die Anfang des 19. Jahrhunderts im Nordostkaukasus populär wurde und zu deren spirituellen und politischen Anführer Schamil wurde. Abgesehen von einer Blockade der Georgischen Heerstraße 1830 durch die Inguschen im Gefolge der militärischen Erfolge des Imams Ghazi Muhammad scheiterten Versuche dieses Imams, die Inguschen auf Seiten des islamischen Widerstands mit in den Konflikt zu ziehen. Auch Schamil scheiterte mit seinen Versuchen 1840 und 1846, die Inguschen in seinen Staat zu inkorporieren. Nur für kurze Zeit konnte er am Rande des inguschischen Siedlungsgebiets drei „Nuwwab“ (arab. Plural von „Nāʾib“ = „Stellvertreter, Statthalter“) für die Klans der Inguschen, Galgaj und Galat installieren. Der dreitägige inguschische Aufstand von 1858, der häufig der Agitation von Schamils Gesandten zugeschrieben wird, lag nach neuerer Forschung eher in einem Protest gegen die russische Landreform, die zu der Zeit begann, begründet und blieb auf inguschischer Seite weitgehend friedlich. Auf russischer Seite kämpften dagegen in erheblich größeren Maße inguschische Milizen, die vor allen Dingen von den Nasraner Inguschen gestellt wurden.
Nachdem Russland auch im Westkaukasus 1864 den Kaukasuskrieg gewinnen konnte, versuchte Russland die als am gefährlichsten angesehenen Muslime zur Auswanderung zu bewegen oder zu deportieren. Während von den eigentlichen Inguschen nur wenige von der Auswanderungswelle betroffen waren, wurden große Teile der karabulakischen Bevölkerung deportiert und auf ihrem Land Kosaken angesiedelt, so dass in der Ebene im Folgenden ein kosakischer Siedungsriegel Tschetschenen von Inguschen trennte.

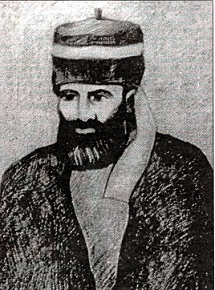
Kunta Haddschi, zeitgenössische grafische Rekonstruktion.

Seit etwa den 1850er Jahren verbreitete sich eine weitere sufische Strömung, die Qādirīya unter der Führung des Scheichs Kunta Haddschi, dessen Bewegung auch den russischen Behörden durch ihre ekstatische Form des Dhikr schnell auffiel und die unter Tschetschenen, Dagestanern und Anderen, besonders aber unter Inguschen Anhänger fand. Während die Nakschibendi-Sufis stille Formen des Dhikr bevorzugten und laute nur für die zweitbeste hielten, bevorzugen die Qadiri ekstatische Formen. Die heute noch in Nordostkaukasien oft praktizierte Form des Dhikr mit periodischen Tänzen um einen Kreis herum geht auf Kunta Haddschi zurück. Obwohl Kunta Haddschi auf dem Standpunkt des politischen Quietismus, also des weitgehenden Heraushaltens der Religion aus der Politik, stand, und darüber hinaus von seinen Anhängern Gewaltlosigkeit und keinen Widerstand gegen Russland forderte, kam es mehrfach zu Zusammenstößen zwischen seinen Anhängern und russischen Truppen. 1864 verhafteten die russischen Behörden Kunta Haddschi und verurteilten ihn zu Haft und Zwangsarbeit in Nordrussland, wo er 1867 starb. Darauf folgte 1864–1865 ein Aufstand seiner Anhänger, vor allem von Inguschen. Nach seinem Tod gründeten Anhänger vier, später fünf Sufi-Strömungen, wird genannt, die sich durch verschiedene Lehren und Dhikr-Rituale unterschieden und deren Haltung vom eher friedlichen, politisch passiven Omar-Haddschi-Wird, der Kuntas Lehren direkt fortführt, bis zum (ursprünglich) stärker militanten, nach außen abgekapselten Batal-Haddschi-Wird reichte. Außerdem gibt es auch in Inguschetien einige Anhänger der Nakschibendi-Chālidīya, allerdings wesentlich weniger, als in Tschetschenien und besonders in Dagestan, deren Haltung heute aber auch verschieden ist (siehe Gegenwärtige Strömungen der Nakschibendi).

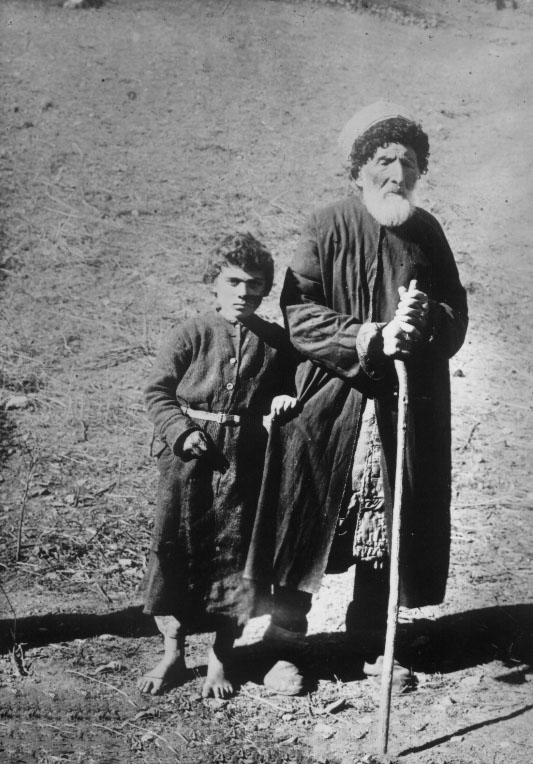
Elmars-Haddschi Chautijew (gest. 1923) aus dem Dorf Schoani im äußersten Süden ist der letzte bekannte pagane inguschische Priester. Er konvertierte 1873 zum Islam, soll auch danach noch z. T. mit benachbarten georgischen Chewsuren Rituale abgehalten haben und pilgerte 1905 und 1908 nach Mekka. Bild der linguistischen Nordkaukasus-Expedition unter Jakowlew und Schilling 1921 (mit Ur-Urenkelin).

Im Zuge der Ausbreitung der Qādirīya unter Kunta Haddschi und seinen Nachfolgern und des Aufstandes konvertierten alle noch übrigen Inguschen zum Islam.
Verwaltungstechnisch gehörte das Siedlungsgebiet der Inguschen in der Zeit des Russischen Reiches zunächst ab 1785 zum Gouvernement Kaukasus, das zwischenzeitlich (1790–1802) wieder Oblast als Teil des Gouvernements Astrachan war. Der Verwaltungssitz befand sich zunächst kurzzeitig in Jekaterinograd am Terek, wurde dann aber weiter in das „Hinterland“ nach Georgijewsk verlegt. 1822 wurde das Gouvernement Kaukasus in eine Oblast Kaukasus mit Verwaltungssitz in Stawropol umgewandelt und diese 1847 in Gouvernement Stawropol umbenannt. Die südlichen Gebiete dieser Verwaltungseinheiten, darunter große Teile des inguschischen Siedlungsraumes, besaßen dabei zunächst keine reguläre Unterteilung etwa in Ujesde, sondern waren als „Gebiet der Bergvölker“ zusammengefasst. Der südöstliche Teil des Gouvernements Stawropol, zu dem auch Inguschetien gehörte, wurde schließlich 1860 als Oblast Terek mit der Hauptstadt Wladikawkas ausgegliedert. Russen, besonders die Terekkosaken, siedelten sich in großen Zahlen im Norden des heutigen Inguschetiens an. Dort kam es zur Gründung kosakischer Siedlungen, sogenannter Stanizas.

### Inguschetien in der Sowjetunion
Inguschetien gehörte zur Zeit der Sowjetunion 1921–1924 zur Bergrepublik, danach zur Tschetschenisch-Inguschetischen Autonomen Sowjetrepublik (ASSR) innerhalb der Russischen Teilrepublik. Es wurde eine inguschische und eine tschetschenische Schriftsprache, erst in lateinischen, später in kyrillischen Buchstaben etabliert und die Bevölkerung vollständig alphabetisiert. Es folgten erste Ansätze der Industrialisierung neben der schon zuvor existierenden Ölförderung und Mineralwasser-Abfüllung.
Während des Zweiten Weltkriegs, in dem auch die deutsche Wehrmacht kurzzeitig den Nordwesten Tschetscheno-Inguschetiens erreichte, kam es ab 1940 zu einer antisowjetischen Widerstandsbewegung einiger Tschetschenen und Inguschen unter dem Journalisten Hassan Israilow und ab 1941 einer zweiten Gruppe unter Majrbek Scheripow, die sich bald ebenfalls Israilow unterstellte. Obwohl die Deutschen nicht mit Israilow zusammenarbeiteten und obwohl sich nur eine kleine Minderheit der Tschetschenen und Inguschen beteiligte (Schätzungen gehen von bis zu 5000 Beteiligten und über 20.000 Sympathisanten aus, bei damals über 600.000 Tschetschenen und Inguschen, über 40.000 in der Roten Armee), wurden die Inguschen zusammen mit den Tschetschenen kollektiv der Kollaboration mit dem Dritten Reich beschuldigt. Am 23. Februar 1944 deportierten NKWD-Einheiten fast alle Tschetschen und Inguschen nach Kasachstan. Wehrpflichtige Soldaten kamen in sibirische Gulags. Dieses Schicksal der kollektiven Strafdeportation betraf im Stalinismus 1943–1945 auch die Karatschaier, Balkaren, Kalmücken und Krimtataren, obwohl in allen Fällen die Zahl der Aufständischen oder Kollaborateure kleiner war als die Zahl der in der Roten Armee oder als Partisanen gegen die Wehrmacht Kämpfenden. Daneben gab es „vorsorgende“ Deportationen, wie zuerst der Koreaner und Chinesen aus Russlands Fernem Osten nach Mittelasien, 1941 der Russlanddeutschen und zuletzt 1947 der Mescheten (georgischen Türken).

Russischsprachige Karte Tschetscheniens und Inguschetiens. Die roten Gebiete gehörten bis 1944 zu Tschetscheno-Inguschetien, darunter im Südwesten der Ostteil des Prigorodnyj Rajons.

Erst 1957 wurden die Tschetschenen und Inguschen rehabilitiert und konnten in ihr altes Siedlungsgebiet zurückkehren. Das traf allerdings nicht auf den Osten des Prigorodny-Rajons bei Wladikawkas zu, in dem auch das namensgebende Dorf Anguscht gelegen hatte. Stattdessen wurden Tschetschenen und Inguschen mit Territorien nördlich des Terek kompensiert, die heute ausschließlich zu Tschetschenien gehören. Dennoch siedelten sich später auch Inguschen im Prigorodny-Rajon, der bei Nordossetien blieb, an. Die Zugehörigkeit dieses Rajons wurde zum Streitpunkt zwischen Osseten und Inguschen. Der Anteil der russischen Bevölkerungsgruppe, die in einigen Teilen Inguschetiens lange die Bevölkerungsmehrheit bildete, ging seit den 1960er-Jahren stark zurück. In der Region um Malgobek verloren die Russen in den 1960er-Jahren ihre Mehrheit, im Bezirk Sunscha in den 1970er-Jahren. 1970 waren noch knapp 25 % der Bevölkerung Inguschetiens Russen, 1989 noch 13,2 %. Hintergrund dieses Rückgangs waren zum einen eine niedrigere Geburtenrate und Abwanderung in wirtschaftlich prosperierendere Regionen, aber auch zunehmende ethnische Spannungen.
Nach Auflösung der UdSSR wurde die Trennung vom nach Unabhängigkeit strebenden Tschetschenien am 10. Dezember 1992 durch eine Verfassungsänderung festgeschrieben und Inguschetien zu einer eigenständigen Republik innerhalb Russlands. Die Teilung war bereits am 1. Oktober 1991 – noch während des Bestehens der Sowjetunion – vom Obersten Sowjet der RSFSR beschlossen worden. Im Laufe des Jahres 1992 eskalierte der Konflikt mit dem benachbarten Nordossetien um den Rajon Prigorodny. Nach der letzten sowjetischen Volkszählung von 1989 waren Inguschen dort zwar nur eine Minderheit (22,1 % Inguschen, 58,9 % Osseten, 15,7 % Russen.), doch hatte das Gebiet für sie historische Bedeutung als Herzstück ihrer nationalen Identität und war erst durch die Deportation der Inguschen an Ossetien gefallen. In der Folge kam es vom 31. Oktober bis zum 5. November 1992 zu einem offenen Krieg zwischen inguschischen Milizen und ossetischen Einheiten. Der Konflikt endete mit der zeitweiligen Vertreibung großer Teile der Inguschen aus dem Rajon. Bis heute wird von Inguschen gefordert, das Gebiet an Inguschetien zurückzugeben.

### Nachsowjetische Geschichte Inguschetiens
Erster Präsident war von März 1993 bis Dezember 2001 Ruslan Auschew, der 2002 vom russischen Präsidenten Wladimir Putin durch den früheren KGB-General Murat Sjasikow ersetzt wurde.
Im Jahr 2003 wurde Magas zur Hauptstadt erklärt und löste damit Nasran als Regierungssitz ab. Im Juni 2004 kam es zu einem großangelegten Überfall tschetschenischer und inguschetischer Separatisten (siehe Rebellenangriff auf Inguschetien 2004). Etwa 200 schwerbewaffnete Personen überfielen Regierungsgebäude und strategisch wichtige Objekte. Es gab etwa 90 Todesopfer zu beklagen, unter ihnen auch der amtierende Innenminister Kostojew. Nach 1991 kam es zum Exodus der bereits zuvor schon stark geschrumpften russischen Minderheit Inguschetiens. Bei der Volkszählung 2010 wurde nur noch ein Anteil von 0,78 % russischstämmiger Bevölkerung ermittelt, was der niedrigste Wert in ganz Russland ist.
Unter Präsident Murat Sjasikow beklagten Menschenrechtsorganisationen und regierungskritische Journalisten eine Zunahme von Entführungen, Morden und Übergriffen durch staatliche Organe. Etwa 150 Menschen sollen während seiner Amtszeit verschwunden sein. Darüber hinaus wurde die Presse- und Informationsfreiheit stärker eingeschränkt als in anderen Teilen Russlands. So wird berichtet, dass die Internetseite des regierungskritischen Radiosenders Echo Moskwy nicht erreichbar ist. 2008 wurde die Tätigkeit der oppositionellen Internetseite Ingushetiya.ru verboten. Deren Besitzer Magomed Jewlojew kam im August desselben Jahres in Polizeigewahrsam ums Leben, die Chefredakteurin der Seite floh nach Frankreich. Kundgebungen gegen die politische Führung der Teilrepublik wurden teilweise gewaltsam aufgelöst.
Im ersten Halbjahr 2008 kamen 70 Polizisten bei bewaffneten Angriffen von Islamisten um. Bewaffnete inguschetische Staatsorgane entführten und ermordeten auf Razzien immer wieder junge Männer. In Reaktion auf den Kaukasuskrieg zwischen Russland und Georgien und den Tod Jewlojews begann das oppositionelle „Volksparlament Inguschiens“ mit einer Unterschriftensammlung mit dem Ziel des Austritts Inguschetiens aus der Russischen Föderation.
Im Oktober 2008 wurde Präsident und Ex-Geheimdienstler Sjasikow, der nicht in der Lage war, die unsichere innenpolitische Lage in Inguschetien in den Griff zu bekommen, seines Amtes enthoben und durch den Armeegeneral Junus-Bek Jewkurow ersetzt.
Am 22. Juni 2009 wurde Jewkurow, bei einem Anschlag auf seinen Wagenkonvoi schwer verletzt. Er überlebte den Anschlag nur knapp. Zwei Begleiter wurden getötet, weitere Personen verletzt. Jewkurow lag zwei Wochen im Koma und wurde am 11. August aus dem Krankenhaus entlassen. In der Zwischenzeit wurde er von dem ehemaligen Wirtschaftsminister und amtierenden Regierungschef Raschid Gaissanow vertreten. Das Attentat ereignete sich zu einem Zeitpunkt, in dem die Teilrepublik ohnehin von vielen Gewaltakten schwer getroffen war. Dazu zählten die Ermordung des Innenministers Baschir Auschew und der stellvertretenden Obersten Richterin Asa Gasgirejewa. Zum Nachfolger Gaissanows als Regierungschef wurde am 20. Oktober 2009 Alexei Worobjow gewählt. In den folgenden zehn Jahren wechselte der Regierungschef fünf Mal.
Am 26. September 2018 unterzeichneten Präsident Jewkurow und der tschetschenische Präsident Ramsan Kadyrow einen Gebietsaustausch zwischen beiden Republiken innerhalb Russlands, der aber faktisch den Verlust eines Teils des Republiksgebietes im Osten an Tschetschenien bedeutete. Obwohl sich im abgetretenen Gebiet keine inguschischen Siedlungen befanden, reagierten erhebliche Teile der Öffentlichkeit Inguschetiens mit monatelangen Massenprotesten, an denen sich u. a. der ehemalige Präsident Ruslan Auschew, der Mufti von Inguschetien, Chamchojew, der Vorsitzende des Rats inguschischer teips (=traditionelle Familienverbände/Clans), Uschachow und die inguschische Duma-Abgeordnete Sultygowa beteiligten. Es wurden weitere tschetschenische Gebietsforderungen befürchtet und die Demonstranten erhoben auch wieder die in Inguschetien populäre Forderung auf den Prigorodny-Rajon. Die Proteste wurden erst im Frühjahr/Sommer 2019 teilweise gewaltsam, teilweise durch Verhaftungen und Entlassungen von Demonstranten und führende Aktivisten allmählich unterdrückt, beispielsweise wurde das gesamte Muftiat Inguschetiens aufgelöst und der Vorsitzende des Rates inguschischer teips, Uschachow inhaftiert. Am 24. Juni 2019 trat Präsident Jewkurow zurück, wurde aber kurz danach stellvertretender russischer Verteidigungsminister, und kommissarisch durch Machmud-Ali Kalimatow ersetzt.

## Politik
Das Grundgesetz der Republik Inguschetien innerhalb der Russischen Föderation wurde am 27. Februar 1994 auf der Grundlage einer landesweiten Abstimmung in der Republik Inguschetien angenommen. Damit war sie die einzige aller damaligen Regionalverfassungen, die vom gesamten Volk, d. h. durch ein Referendum, und nicht von einem gesetzgebenden (repräsentativen) Organ angenommen wurde.
Staatsoberhaupt ist das Oberhaupt der Exekutive. 2011 wurde die Amtsbezeichnung von „Präsident“ in „Oberhaupt“ geändert. Im Mai 2013 hat die Volksversammlung die direkte Wahl des Oberhaupts abgeschafft. Seitdem wird es vom Präsidenten Russlands vorgeschlagen und von der Volksversammlung bestätigt. Die Amtszeit beträgt fünf Jahre. Inguschetien ist nach Dagestan die zweite Gliedkörperschaft der Russischen Föderation, die auf die Direktwahl des Regionsoberhauptes verzichtet. Im Gegensatz zu Dagestan hatte Inguschetien jedoch seit 1993 bis zur Abschaffung der Gouverneurswahlen Ende 2004 seinen obersten Beamten per Volksentscheid gewählt. Im Juni 2012 wurden in Inguschetien wieder allgemeine Wahlen für das Oberhaupt der Republik abgehalten.
Seit 2019 ist Machmud-Ali Kalimatow Oberhaupt von Inguschetien.
Die Legislative bildet die Volksversammlung der Republik Inguschetien. Das Parlament, das sich aus 32 Abgeordneten zusammensetzt, wird in der Regel alle fünf Jahre neu gewählt. 
Die Wahlen zur siebten Volksversammlung fanden im September 2021 statt. Einiges Russland gewann 27 Sitze im Regionalparlament, Gerechtes Russland - Patrioten - Für die Wahrheit drei Sitze und die LDPR die restlichen zwei Sitze. Der Vorsitzende der Regierung ist seit 2020 Wladimir Slastenin (geboren 1959 in Kuibyschew).

## Wirtschaft und Infrastruktur
Wirtschaftlich dominiert die Landwirtschaft. Zu den wichtigsten Bodenschätzen zählen Mineralwasser und Öl. Um die Wirtschaft anzukurbeln, wurde das Gebiet zur freien Wirtschaftszone erklärt, auch der Tourismus soll gefördert werden.

### Verkehr
Die Fernstraße R217 Kawkas ("Kaukasus"), die von der Region Krasnodar bis zur aserbaidschanischen Grenze führt, durchquert Inguschetien von West nach Ost auf einer Länge von 35 Kilometern. Die Gesamtlänge der Autostraßen beträgt etwa 900 Kilometer, davon sind 250 Kilometer Schotterstraßen. 
Die Nordkaukasischen Eisenbahn endet seit den Tschetschenienkriegen in Sunscha. Zwischen Sunscha und Grosny gibt es keine Gleise mehr. Weitere Bahnhöfe sind in Karabulak, Plijewo und Nasran. Allerdings wird die gesamte Strecke innerhalb von Inguschetien seit den Tschetschenienkriegen nur noch für Güterverkehr genutzt. Nur von Nasran fahren Personenzüge nach Nordossetien-Alanien und weiter in andere Regionen Russlands.
Der Flughafen Magas ist der einzige Flughafen des Landes. Er liegt am Stadtrand von Sunscha. Die Fluggesellschaft Pobeda bietet täglich einen Flug mit einer Boeing 737-800 nach Moskau an. Die Landebahn ist 3000 m lang und liegt in einer Höhe von 368 m. Bis 1992 wurde der Flughafen für eine militärische Flugschule genutzt. 2012 erhielt er den offiziellen Namen "Internationaler Flughafen Magas, benannt nach dem Helden Russlands S. S. Oskanow", einem Kampfpiloten aus Inguschetien.